# Vientiane Times
Le Vientiane Times est un journal anglophone, publié tous les jours à Vientiane, capitale du Laos. Fondé en 1994 par le groupe des Presses lao en langues étrangères, il appartient au Ministère de l'Information et de la Culture. Les journalistes sont des fonctionnaires.
À l'origine hebdomadaire, le Vientiane Times a augmenté sa fréquence de parution pour publier deux, puis trois fois par semaine, avant de se transformer en quotidien en 2004. Il est destiné aux expatriés et accorde donc une place particulière aux nouvelles internationales et il comporte généralement 16 pages. La Une de ce journal est illustrée avec des photos en couleur des paysages ou lieux touristiques laotiens.
Il est membre de l'Asia News Network.